# Torre TV Bandeirantes
Die Torre TV Bandeirantes ist ein 212 Meter hoher, für die Öffentlichkeit nicht zugänglicher Fernsehturm in São Paulo. 
Die Torre TV Bandeirantes ist als freistehender Stahlfachwerkturm mit stufenförmig sich verjüngender Konstruktion ausgeführt und das höchste Bauwerk von São Paulo. Der Turm wurde 1997 fertiggestellt und ist der höchste Fernsehturm Lateinamerikas. Er steht an der Avenida Paulista im Zentrum von São Paulo.